# For Your Sweet Love
| Recensione | Giudizio |
| ---------- | -------- |
| AllMusic   | [ 1 ]    |

For Your Sweet Love è un album discografico di Rick Nelson, pubblicato dalla casa discografica Decca Records nel maggio del 1963.

## Tracce
Lato A
1. For Your Sweet Love – 2:18 (Jerry Fuller) – Registrato il 7 marzo 1963 al United Recording Corp. di Hollywood (California)
2. Gypsy Woman – 2:25 (Dorsey Burnette, Joe Osborn) – Registrato il 14 marzo 1963 al United Recording Corp. di Hollywood (California)
3. You Don't Love Me Anymore (And I Can Tell) – 2:00 (Nicollet Tady) – Registrato il 6 febbraio 1963 al United Recording Corp. di Hollywood (California)
4. Everytime I See You Smiling – 2:20 (Dorsey Burnette, Joe Osborn) – Registrato il 7 marzo 1963 al United Recording Corp. di Hollywood (California)
5. Pick Up the Pieces – 2:05 (Hal David, Sherman Edwards) – Registrato il 2 aprile 1963 al United Recording Corp. di Hollywood (California)
6. String Along – 2:14 (Jimmy Duncan, Bobby Doyle) – Registrato il 2 aprile 1963 al United Recording Corp. di Hollywood (California)

Lato B
1. One Boy Too Late – 2:06 (Ellie Greenwich, Tony Powers) – Registrato il 21 marzo 1963 al United Recording Corp. di Hollywood (California)
2. Everytime I Think About You – 2:10 (Claude Demetrius, Joseph Levy) – Registrato il 7 marzo 1963 al United Recording Corp. di Hollywood (California)
3. Let's Talk the Whole Thing Over – 1:56 (Mike McCaffrey) – Registrato il 21 marzo 1963 al United Recording Corp. di Hollywood (California)
4. I Got a Woman – 2:22 (Ray Charles) – Registrato il 6 febbraio 1963 al United Recording Corp. di Hollywood (California)
5. What Comes Next? – 2:15 (Jerry Crutchfield) – Registrato il 7 marzo 1963 al United Recording Corp. di Hollywood (California)
6. I Will Follow You – 2:25 (Jacques Plante, Arthur Altman, Norman Gimble, Del Roma, J.W. Stole) – Registrato il 14 marzo 1963 al United Recording Corp. di Hollywood (California)

## Musicisti
For Your Sweet Love / Everytime I See You Smiling / Everytime I Think About You / What Comes Next?
- Rick Nelson - voce
- James Burton - chitarra
- Glen Campbell - chitarra
- Ray Johnson - pianoforte
- Joe Osborn - chitarra basso
- Earl Palmer - batteria
- Sconosciuti (gruppo corale) - cori (brano: For Your Sweet Love)

Gypsy Woman / I Will Follow You
- Rick Nelson - voce
- James Burton - chitarra
- Glen Campbell - chitarra
- Ray Johnson - pianoforte
- Joe Osborn - basso
- Earl Palmer - batteria
- Sconosciuti (gruppo corale) - cori

You Don't Love Me Anymore (And I Can Tell) / I Got a Woman
- Rick Nelson - voce
- James Burton - chitarra
- Billy Strange - chitarra
- Pete Jolly - pianoforte
- Joe Osborn - basso
- Earl Palmer - batteria
- Richie Frost - percussioni

Pick Up the Pieces / String Along
- Rick Nelson - voce
- James Burton - chitarra
- Glen Campbell - chitarra
- Pete Jolly - pianoforte
- Joe Osborn - basso
- Richie Frost - batteria
- Sconosciuti (gruppo corale) - cori (brano: String Along)

One Boy Too Late / Let's Talk the Whole Thing Over
- Rick Nelson - voce
- James Burton - chitarra
- Glen Campbell - chitarra
- Ray Johnson - pianoforte
- Joe Osborn - basso
- Richie Frost - batteria
- Sconosciuti (gruppo corale) - cori[6]

Note aggiuntive
- Charles Bud Dant - produttore
- Jimmie Haskell - arrangiamenti[7]